# یودا فولکمن
یودا فولکمن (یهودا موسی فولکمن) (به انگلیسی: Moses Judah Folkman) (زاده ۱۹۳۳ - درگذشته ۲۰۰۸) , کاشف روش ضدسرطانی بازدارنده رگ‌زایی (Anti angiogenesis)، و محقق در رشته‌های زیست‌شناسی سلولی، شیمی دارویی و مهندسی زیست-پزشکی است.

## زندگی‌نامه
وی متولد ۲۴ فوریه ۱۹۳۳ شهر کلولند، اوهایو بوده است
در از دانشگاه اوهایو موفق به کسب مدرک کارشناسی زیست‌شناسی سلولی و در سال ۱۳۳۶ نائل به دریافت گواهی نامه دکتری خود از دانشکده پزشکی دانشگاه هاروارد گردیده است.
این دانشمند در ۱۴ ژانویه ۲۰۰۸ در شهر دنور، کلرادو بر اثر حمله قلبی چشم از جهان فروبست.

## پژوهش‌ها و جوایز
کشف روش بازدارنده رگ‌زایی در مقابله با تومورهای سرطانی خدمت بسیار بزرگ وی به بشریت و علم به شمار می‌رود.
تحقیقات او در زمینه‌های مقاومت دارویی داروهای ضد سرطان به خصوص اندواستاتین تمرکز داشته است.
از او بیش از ۴۰۰ عنوان مقاله به چاپ رسیده است.
بازدارنده رگ‌زایی روشی است که از خون رسانی و رشد تومورهای سرطانی به وسیله پروتئینها پیشگیری می‌کند.

## افتخارات
جوایزی که او موفق به کسب آنها شده است:
- جایزه ولف در پزشکی
- جایزه پزشکی بویلستون
- جایزه سوماً ویز در بیمارستان عمومی ماساچوست
- عنوان پزشک ممتاز در دانشگاه گوتنبرگ سوئد
- جایزه ژاکوبسن از دانشگاه جراحی آمریکا
- جایزه کشف بزرگ از مؤسسه انجیو جنیس آمریکا